# Ленинская стипендия
Ленинская стипендия (стипендия имени В. И. Ленина) — самая престижная и высокая стипендия в Советском Союзе для учащихся средних специальных учебных заведений, студентов вузов, аспирантов высших учебных заведений и научно-исследовательских учреждений.

## История
Учреждена в ознаменование 90-летия со дня рождения В. И. Ленина в 1960 году постановлением Совета Министров СССР № 371 от 31 марта 1960 года.
Первоначально учреждено для наиболее выдающихся студентов высших учебных заведений — 2200 стипендий по 800 рублей в месяц каждая, для наиболее выдающихся аспирантов — 100 стипендий по 1100 рублей в месяц каждая (до денежной реформы 1961 года, после реформы, соответственно — 80 и 110 рублей).
Назначалась студентам со 2-го курса за отличную учёбу и активную общественную деятельность. Выплачивалась ежемесячно. Устанавливалась сроком на 1 год, но могла продлеваться по результатам экзаменационной сессии.
Назначение стипендии студентам и аспирантам производилось министрами и руководителями ведомств СССР и союзных республик, в ведении которых находились высшие учебные заведения и научно-исследовательские институты, по представлению учёных советов высших учебных заведений и научно-исследовательских институтов.
Распределение стипендий между министерствами и ведомствами СССР и союзных республик производилось Министерством высшего и среднего специального образования СССР, а по вузам и научно-исследовательским институтам — министерствами и ведомствами, в ведении которых они находились.
Постановлением Совета Министров СССР от 19 марта 1970 года № 173 в ознаменование 100-летия со дня рождения В. И. Ленина количество стипендий было увеличено на 1700 стипендий для студентов вузов и на 150 стипендий для аспирантов. При этом их размер остался прежним — 80 и 110 рублей в месяц каждая. Кроме этого, были учреждены 500 стипендий имени В. И. Ленина для наиболее выдающихся учащихся средних специальных учебных заведений по 50 рублей в месяц каждая.
Постановлением ЦК КПСС и Совета Министров СССР от 18 октября 1971 года № 755 «О мерах по дальнейшему улучшению материальных и жилищно-бытовых условий студентов высших и учащихся средних специальных учебных заведений» были установлены следующие размеры стипендий имени В. И. Ленина: для аспирантов высших учебных заведений и научно-исследовательских учреждений — 125 рублей, для студентов высших учебных заведений — 100 рублей и для учащихся средних специальных учебных заведений — 75 рублей в месяц.
Постановлением ЦК КПСС, Совета Министров СССР, ВЦСПС и ЦК ВЛКСМ от 13 марта 1987 года № 328 с 1 сентября 1987 года были установлены следующие размеры стипендий имени В. И. Ленина: для студентов высших учебных заведений — 130 рублей в месяц, для учащихся средних специальных учебных заведений — 90 рублей в месяц, для аспирантов высших учебных заведений и научно-исследовательских учреждений — 180 рублей в месяц.
Постановлением Совета Министров СССР от 3 марта 1989 года № 195, в связи с отменой выплаты стипендий имени А. А. Жданова, количество стипендий имени В. И. Ленина для студентов высших учебных заведений было увеличено на 8 стипендий.
Последнее повышение размера стипендий имени В. И. Ленина было произведено постановлением Кабинета Министров СССР от 19 мая 1991 года № 250. Их размер был установлен: для студентов высших учебных заведений — 210 рублей в месяц, для аспирантов высших учебных заведений и научно-исследовательских учреждений — 260 рублей в месяц.